# Abruptul prahovean Bucegi
Abruptul prahovean Bucegi este o arie protejată de interes național ce corespunde categoriei a IV-a IUCN (rezervație naturală de tip mixt), situată în județul Prahova, pe teritoriul administrativ al orașelor Bușteni și Sinaia.

## Descriere
Rezervația naturală declarată arie protejată prin Legea Nr.5 din 6 martie 2000 (privind aprobarea Planului de amenajare a teritoriului național - Secțiunea a III-a - zone protejate), este inclusă în Parcul Natural Bucegi și se întinde pe o suprafață de 3.478 hectare.
Aria protejată reprezintă o zonă naturală cu un relief bine diversificat (stâncării, creste, văi glaciare, lapiezuri, doline, circuri glaciare, abrupturi calcaroase, avene, goluri alpine, peșteri); păduri, poiene, pajiști și pășuni. Acesta  lanțului muntos al Carpaților Meridionali și în special al Munților Bucegi.

## Biodiversitate
Rezervația dispune de mai multe tipuri de habitate naturale de interes comunitar (păduride conifere, păduri dacice de fag, păduri în amestec, pajiști montane, pajiști calcifile alpine și subalpine, fânețe montane, tufărișuri alpine și boreale, peșteri în care accesul publicului este interzis, grohotișuri calcaroase și de șisturi, grohotișuri silicioase, versanți stâncoși cu vegetație chasmofitică pe roci calcaroase, vegetație lemnoasă de-a lungul cursurilor de apă) ce adăpostesc o gamă diversă de floră spontană și faună sălbatică.

### Faună
La baza desemnării rezervației se află câteva specii faunistice (mamifere, reptile, amfibieni, insecte) enumerate în anexa I-a a Directivei Consiliului European 92/43/CE din 21 mai 1992 (privind conservarea habitatelor naturale și a speciilor de faună și floră sălbatică) sau aflate pe lista roșie a IUCN.
Mamifere cu specii de: cerb (Cervus elaphus), capră neagră (Rupicapra rupicapra), căprioară (Capreolus capreolus), urs brun (Ursus arctos), lup (Canis lupus), mistreț (Sus scrofa), râs eurasiatic (Lynx lynx), vulpe (Vulpes vulpes crucigea), veveriță (Sciurus carolineansis);

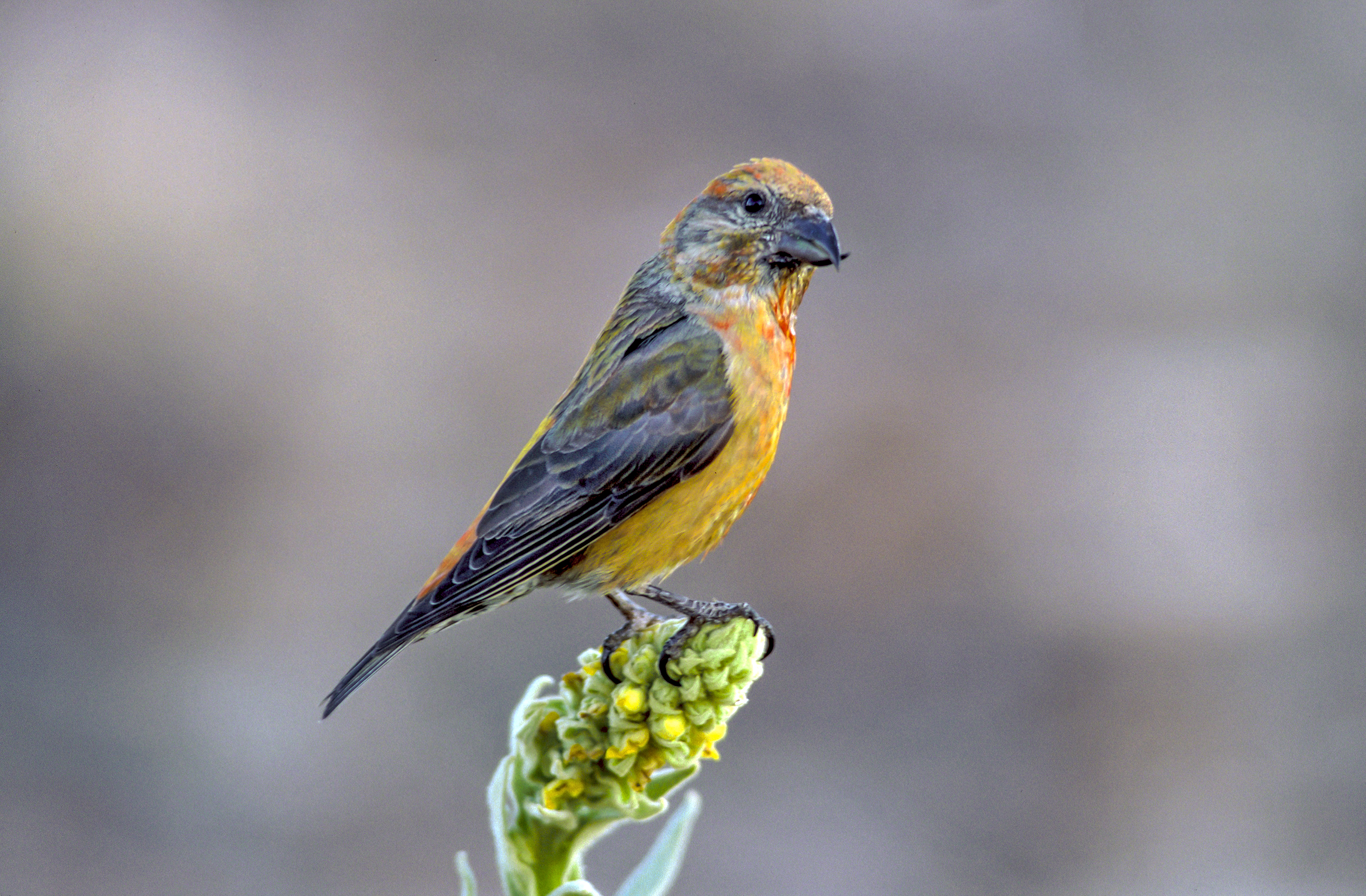
Forfecuță galbenă (Loxia curvirostra)

Păsări: cocoșul de munte (Tetrao urogallus), acvilă de munte (Aquila chrysaetos), vultur pleșuv sur (Gyps fulvus), corb (Corvus corax), șorecarul comun (Buteo jamaicensis), mierla de piatră (Monticola saxatilis), forfecuță gălbuie (Loxia curvirostra), lăstun mare (Apus apus), fâsă de munte (Anthus spinoleta), ciuf-de-pădure (Asio otus), corb (Corvus corax), vânturelul roșu (Falco tinnunculus), codroș de munte (Phoenicurus ochruros), șoim călător (Falco peregrinus), brumăriță de stâncă (Prunella collaris), cristel-de-câmp (Crex crex), stăncuță (Corvus monedula), porumbel gulerat (Columba palumbus), ciocârliea de câmp (Alauda arvensis), acvilă țipătoare mică (Aquila pomarina), acvilă de munte (Aquila chrysaetos), șorecar comun (Buteo buteo), șorecar-încălțat (Buteo lagopus), sticlete (Carduelis carduelis), pupăză (Upupa epops), cuc (Cuculus canorus), mierlă (Turdus merula), mierlă de apă (Cinclus cinclus), erete-vânăt (Circus cyaneus), scatiu (Carduelis spinus), sfrâncioc-roșiatic (Lanius collurio), presură galbenă (Emberiza citrinella), codobatură (Motacilla alba), fluierar-de-zăvoi (Tringa ochropus), huhurez-mare (Strix uralensis), pitulice (Sylvia nisoria), .
Reptile și amfibieni: șarpele lui Esculap (Elaphe longissima), șarpele de alun (Coronella austriaca), șarpele orb (Anguis fragilis), vipră (Vipera berus), șopârla de câmp (Lacerta agilis), șopârla de ziduri (Podarcis muralis), tritonul de munte (Triturus alpestris), tritonul comun transilvănean (Triturus vulgaris), salamandra de foc (Salamandra salamandra).

### Floră
Flora rezervației este constituită din mai multe specii de arbori, arbuști, ierburi și flori; dintre care unele rare și protejate la nivel național sau european.

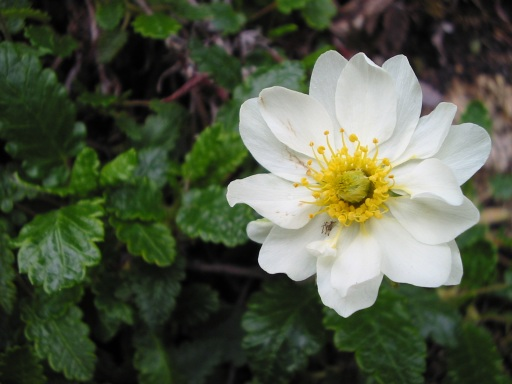
Argințică (Dryas octopetala)

Specii de arbori și arbuști: brad (Abies), zadă (Larix), tisă (Taxus baccata), zâmbru, frasin (Fraxinus), jneapăn (Pinus mugo), salcie pitică (Salix retusa), afinul sau merișorul de munte (Vaccinum myrtillus L.), ienupăr (Juniperus communis), alun (Corylus avellana), smârdar (Rhododendron kotschyi);
La nivelul ierburilor și pe stâncării sunt întâlnite rarități floristice; dintre care unele protejate la nivel european prin aceeași Directivă CE 92/43/CE din 21 mai 1992: floarea de colț (Leontopodium alpinum Cass), papucul doamnei (Cypripedium calceolus), iederă albă (Daphne blagayana), argințica (Dryas octopetala), sângele voinicului (Nigritella rubra), angelică (Angelica archangelica), mac galben (Glaucium flavum), limba cucului (Botrychium lunaria), iarbă roșioară (Silene acaulis), ghințură galbenă (Gentiana lutea), crucea voinicului (Hepatica transsilvanica), omag galben (Aconitum anthora), rușuliță (Hieracium aurantiacum), iarba-ciutei (Doronicum austriacum), valeriană (Valeriana officinalis), piciorul cocoșului de munte (Ranunculus montanus), iarba osului (Helianthemum nummularium), cinci-degete (Potentilla reptans), ochelariță (Biscutella laevigata), stânjenel mic de munte (Iris ruthenica), cimbrișor de câmp (Thymus serpyllum), ciurul zânelor (Carlina acaulis), argințica (Dryas octopela), cornuț de munte (Cerastium arvense), ciuboțica cucului de munte (Primula eliator), saxifragă roșie (Saxifraga oppositifolia), margaretă (Leucanthemum vulgare), lâna caprelor (Cerastium tomentosum), clopoțel de munte (Campanula alpina) piciorul cocoșului (Ranunculus repens L.), ferigă de piatră (Cysptopteris alpina), micsandră de munte (Erysimum officinalis).

## Căi de acces
- Drumul european (E60) - Ploiești - Câmpina - Breaza - Sinaia (dinspre București)
- Drumul european (E60) - Predeal - Azuga - Bușteni (dinspre Brașov)

## Monumente și atracții turistice

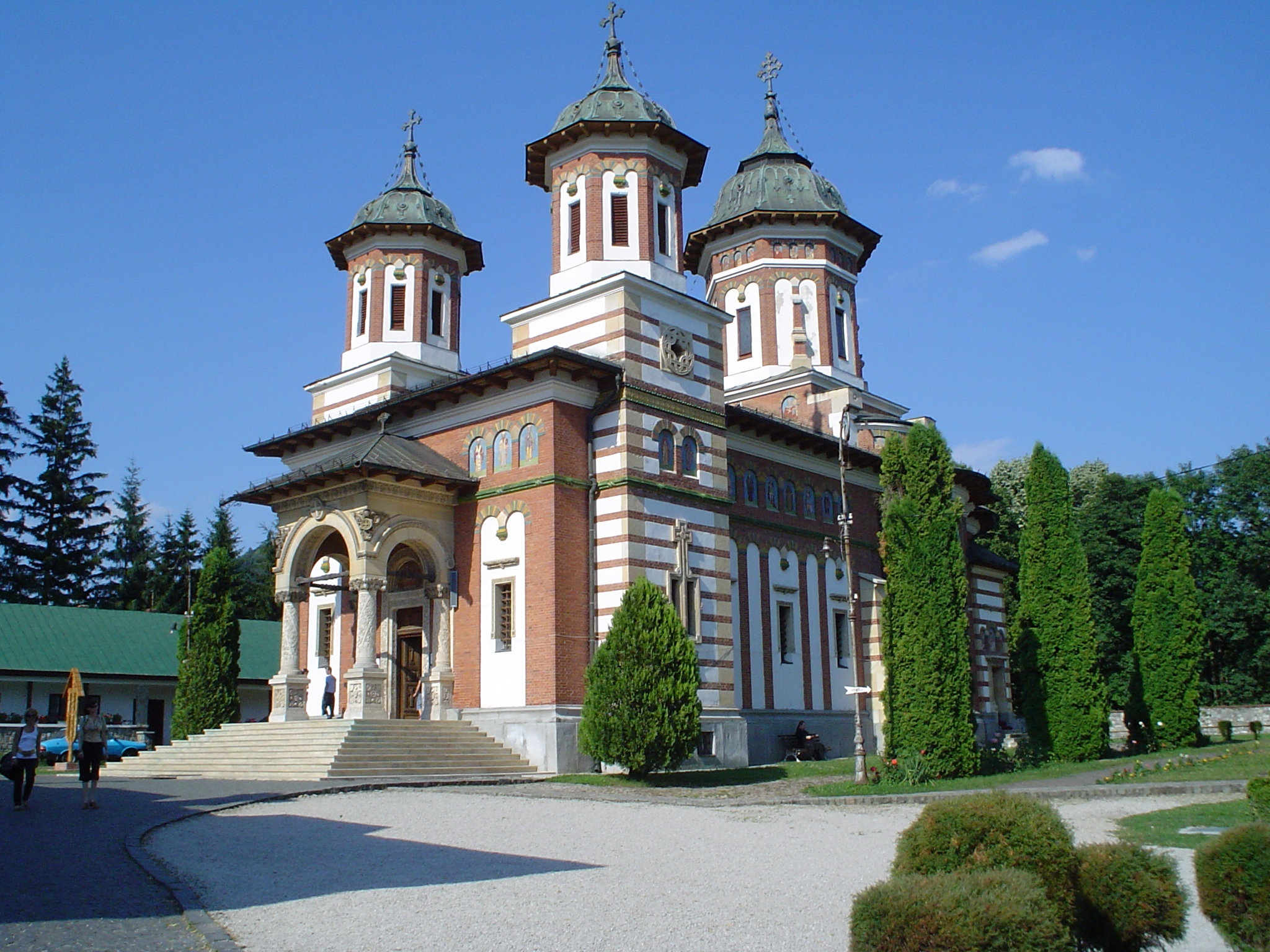
Biserica nouă a Mănăstirii Sinaia

În vecinătatea rezervației naturale se află numeroase obiective de interes istoric, cultural și turistic; astfel:
Lăcașuri de cult
- Mănăstirea Sinaia (monument istoric, complex monahal de călugări) așezământ religios construit în secolul al XVII-lea, ctitoria spătarului Mihai Cantacuzino, fiul marelui postelnic Constantin Cantacuzino.
- Mănăstirea Caraiman din Poiana Palanca, Bușteni.
- Biserica Domnească  din Bușteni, lăcaș de cult construit în anul 1889, ctitoria regelui Carol I și a reginei Elisabeta a României.

Castele

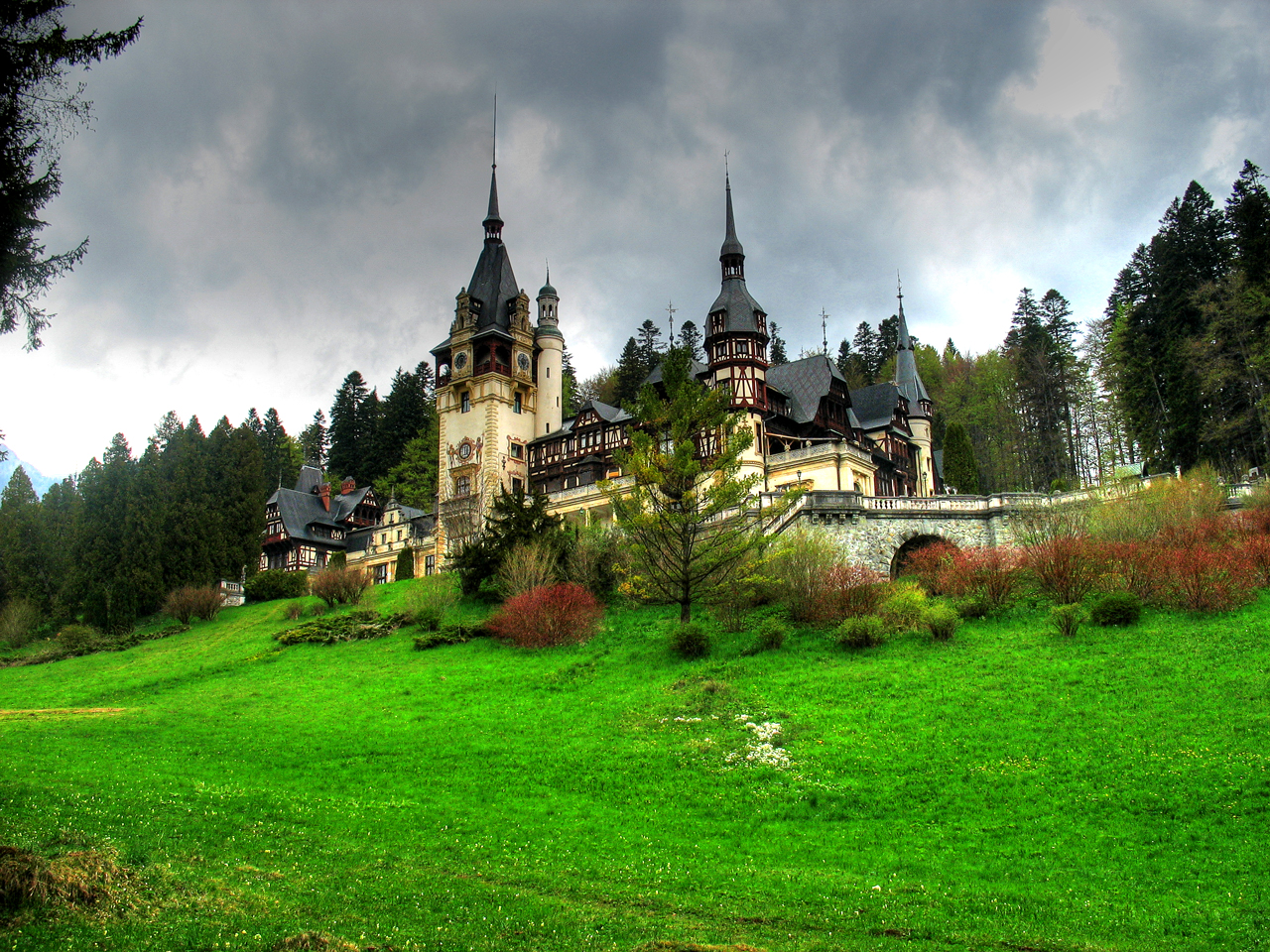
Castelul Peleș

- Castelul Peleș din Sinaia, monument istoric construit între anii 1873-1914 la dorința regelui Carol I al României și reprezintă unul din cele mai importante clădiri istorice din țară.
- Castelul Pelișor construit în parcul Castelului Peleș între anii 1899-1902. Din anul 1903 castelul devine reședința de vară a regelui Ferdinand I al României și a reginei Maria.
- Ansamblul Castelului Cantacuzino din Zamora (cartier al orașului Bușteni), monument istoric construit în anul 1910.

Muzee
- Casa memorială Cezar Petrescu din Bușteni, clădire monument istoric construit între anii 1914-1918 ce adăpostește o impresionantă bibliotecă și mai multe obiecte ce au aparținut romancierului.
- Casa memorială George Enescu (Vila Luminiș) din Sinaia construită între anii 1923-1926[9].

Arii protejate
- Arinișul de la Sinaia - Cumpătul (32,10 ha), rezervație naturală de tip floristic și faunistic situată în apropierea cartierului Cumpătul din Sinaia.
- Locul fosilifer Plaiul Hoților (6 ha), arie protejată ce adăpostește în flișuri cretacice importante depozite de faună fosilă.
- Munții Colții lui Barbeș (1.513 ha), arie naturală de tip geologic, floristic și faunistic aflată pe teritoriul administrativ al orașului Sinaia.

## Galerie foto

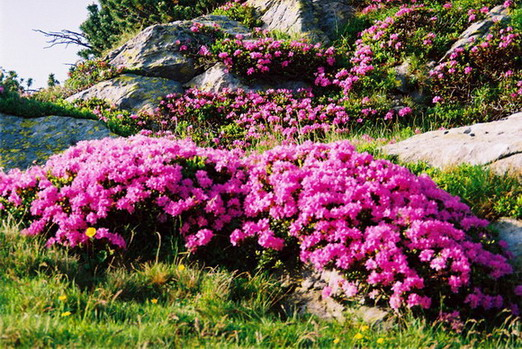
Smârdar
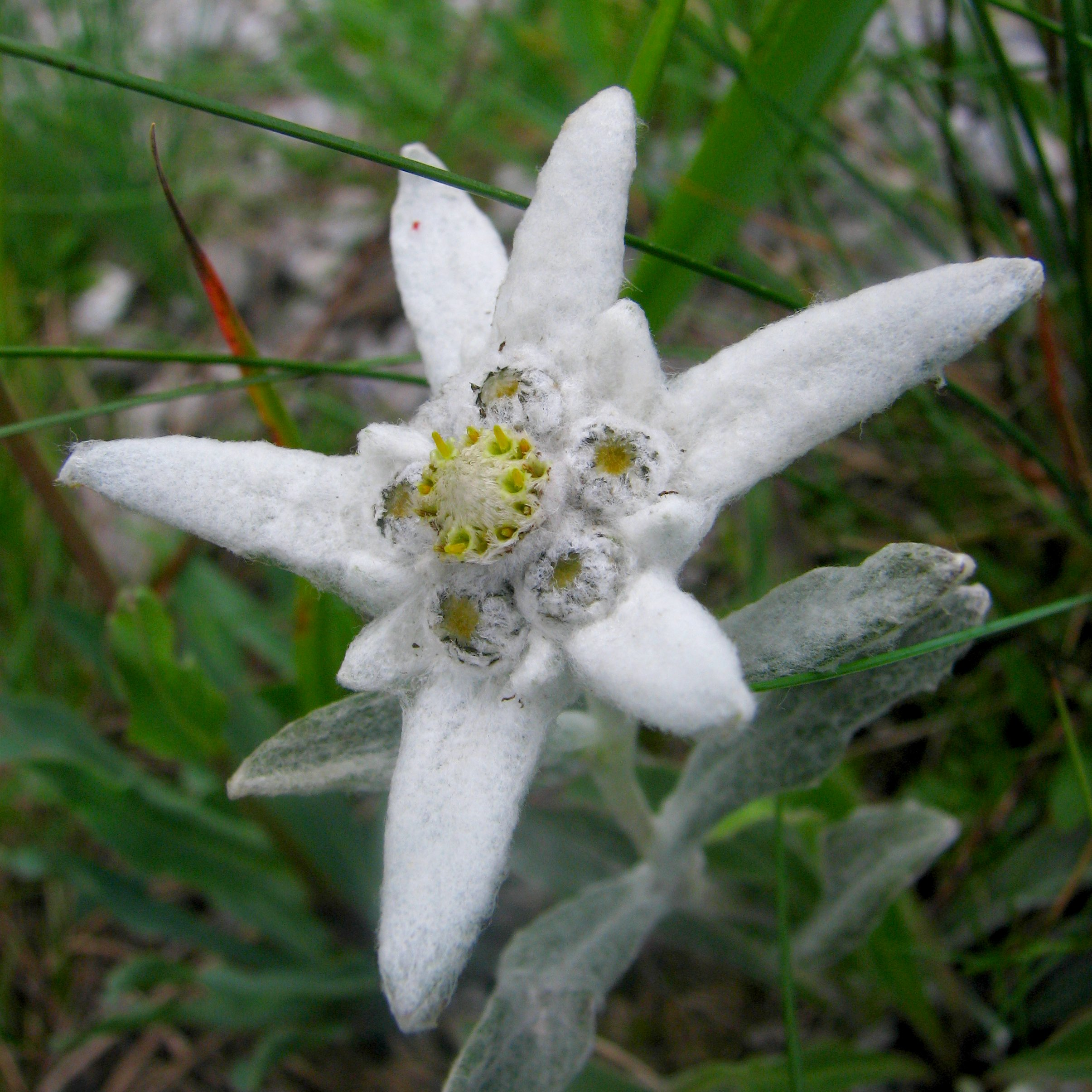
Floare de colț
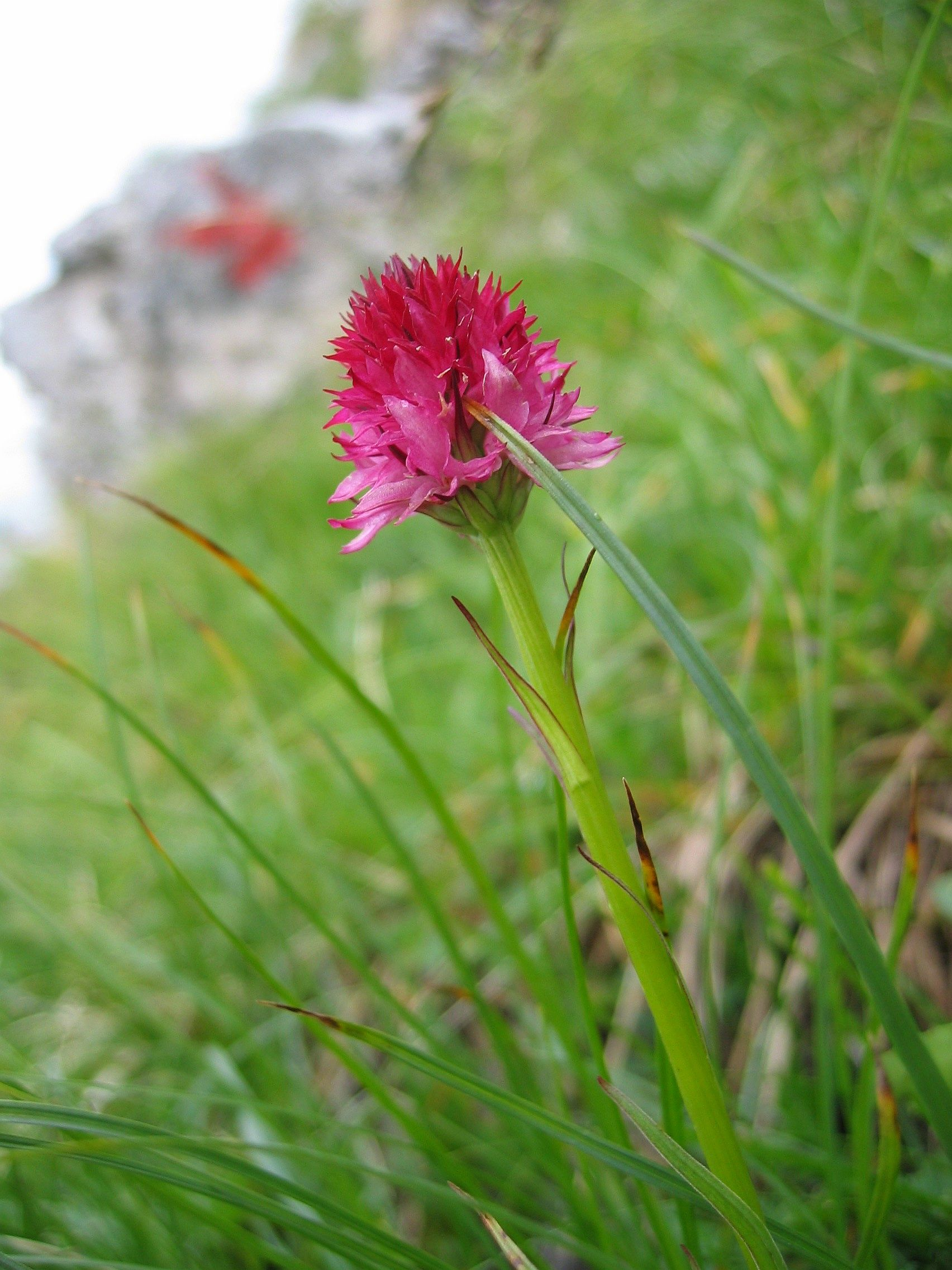
Sângele voinicului
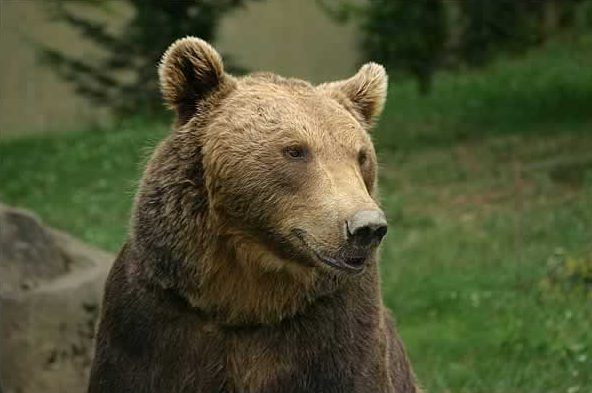
Urs brun
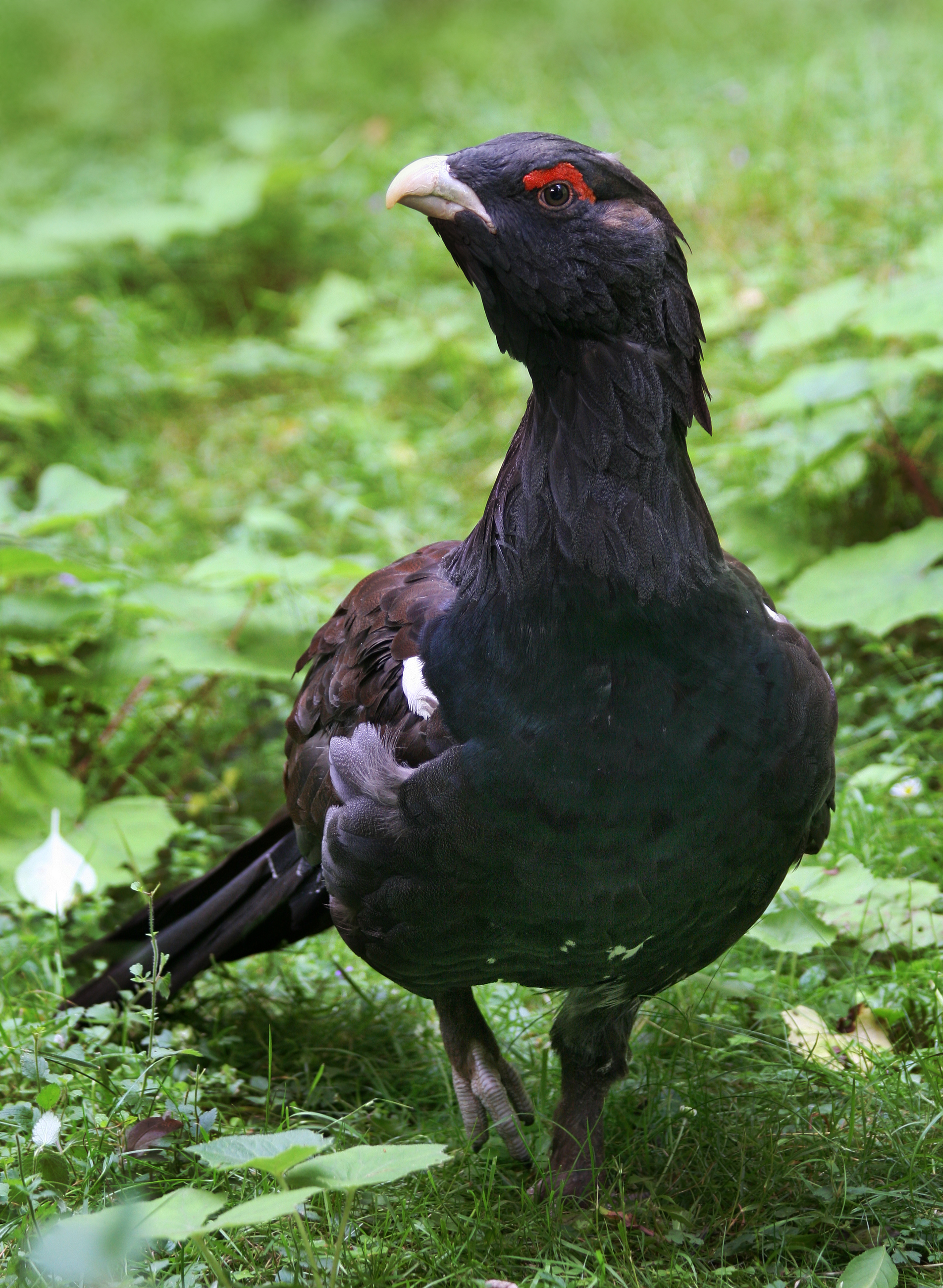
Cocoșul de munte